# Antonio Biassa
Antonio Biassa (La Spezia, XV secolo – La Spezia, 1476) è stato un politico e ammiraglio italiano.

## Biografia
Antonio nasce alla Spezia, presumibilmente all'inizio del XV secolo, da Oderico (o Roderico) e da Benedetta Doria; Raimondo era suo fratello.
Seguendo le orme paterne, nella vita pubblica si lega ai Fregoso, la famiglia più importante della Riviera di Levante, signori di Sarzana e spesso dogi in Genova.
Quando, negli anni 1442-1443 una congiura genovese depone il doge Tomaso Fregoso favorendo l’ascesa al dogato a Raffaele Adorno, Antonio occupa il Castello di Trebiano; viene invitato a Genova nel 1443 dall’Adorno per discutere della situazione di Trebiano e per cercare l’appoggio politico dei Biassa nel Levante ligure.
Ai primi del 1447 è nuovamente con i Fregoso quando questi, con Giano, riacquistano il dogato genovese.

L’importanza del Biassa va crescendo: nel febbraio del 1447 Antonio è inviato come commissario alla Spezia insieme con Galeotto Fregoso; nell'ottobre suo fratello Raimondo è nominato castellano della rocca spezzina e nello stesso anno un Iacopo Biassa regge il castello di Sarzanello.

Il suo prestigio non si limita alla città della Spezia, ma a tutto il vicariato del Levante come  attestano le numerose lettere  che il doge Giano gli scrive chiedendo i suoi consigli in merito a varie questioni.
Nel giugno 1449 alla Spezia accoglie con tutti gli onori l'ambasciatore di  Giovanni IV, imperatore di Trebisonda, diretto a Sarzanello .
Un altro legame di giovanile amicizia lo legano al papa Niccolò V, sarzanese di origine.
Nello stesso anno 1449 il papa sollecita il suo intervento presso i Fregoso in favore di un canonico in Corsica.

Qualche tempo dopo, nel1451, Antonio ottiene da Niccolò V il comando di alcune triremi pontificie .
Risiede abitualmente alla Spezia dove il doge nel gennaio 1452 gli chiede informazioni per il conferimento di alcune cariche locali e nel febbraio lo prega di accogliere e di scortare con adeguato seguito il cardinale di Porto e gli altri ecclesiastici costretti da una tempesta a rifugiarsi nel porto della città.
Nel giugno dello stesso 1452 è incaricato di organizzare la difesa di Porto Venere ed è nominato comandante delle truppe spedite dal doge in Lombardia in aiuto di Francesco Sforza, duca di Milano, in lotta contro Venezia.
Nell'aprile del 1453 fa ritorno alla Spezia con pieni poteri per organizzare la difesa della Riviera di Levante.
Negli anni 1454-55 Antonio Biassa svolge una parte di primo piano nelle intricate vicende politiche e familiari di Genova come paciere ed intermediario tra il doge Pietro II Fregoso e i ribelli al suo dominio capeggiati dall'ex doge Ludovico Fregoso, signore di Sarzana.
La sua autorità autorità nel vicariato della Spezia continua a crescere: nel giugno 1454 è nominato capitano di una galea armata contro i Catalani e l’anno successivo provvede all'imbarco delle truppe genovesi inviate in Corsica dal Banco di San Giorgio.
Anche nel breve periodo in cui Genova passa sotto il dominio del re di Francia continua a soggiornare alla Spezia adattandosi alla nuova sit|uazione politica come dimostrano le numerose lettere scritte, nel 1458, dal governatore francese di Genova al "nobili fideli regio Antonio de Blasia".
Nel 1460  da Pio II è creato ammiraglio delle galee pontificie.
Quando Genova si libera dal dominio francese nel maggio 1461 riceve dal doge Prospero Adorno un ampio salvacondotto per entrare in Genova, ancora in preda alle lotte e alle discordie. 
Ritornato il dogato ai Fregoso, nel novembre dello stesso anno gli viene affidata la custodia dell'importante Rocca di Porto Venere contro gli assalti dei Milanesi e due anni dopo viene nominato, insieme a Galeotto Fregoso, comandante delle truppe inviate in Lunigiana contro il marchese Giacomo Malaspina.
Muore probabilmente nel 1476.

## Discendenza
Dalla moglie Astigiana de' Franchi ebbe tre femmine e tre maschi:
- Olderico
- Gaspare
- Baldassarre